# Carol Cleveland
Carol Cleveland (Londra, 13 gennaio 1942) è un'attrice e comica statunitense naturalizzata britannica.
È nota soprattutto per la sua partecipazione agli show televisivi del gruppo comico britannico Monty Python e per essere apparsa in tutte le loro realizzazioni cinematografiche.

## Biografia

### Infanzia
Nata a Londra, in Gran Bretagna, si trasferì da bambina negli Stati Uniti con la madre e il patrigno. Andò a vivere prima a Filadelfia, poi a San Antonio (Texas) e infine a Pasadena, dove frequentò la John Marshall Junior High School e la Pasadena High School. A 15 anni apparve come Miss Teen Queen sulle pagine di Mad Magazine e fu eletta Miss California Navy.
Nel 1960 tornò con la sua famiglia in Inghilterra e si iscrisse alla Royal Academy of Dramatic Art.

### Carriera
Dopo aver lavorato come comparsa nella serie TV Attenti a quei due, apparve in altri film e show televisivi della BBC, tra cui The Two Ronnies, Morecambe and Wise e Spike Milligan.
Venne successivamente notata dai produttori del Monty Python's Flying Circus e apparve in trentadue dei quarantacinque episodi dello show. Qualche volta nominata come "il settimo Python", solitamente impersonava lo stereotipo della bionda sexy. Le indicazioni di scena contenute nel primo copione descrivevano il suo personaggio come "una formosa giovinetta bionda nella piena fioritura della femminilità".
Privatamente e scherzosamente chiamata "Carol Cleavage" (Carol scollatura) dagli altri membri dei Python, lei si autodefiniva "una aiutante affascinante". In due sketch dei Python fece due brevi scene di nudo senza incappare nella censura dello show. La Cleveland apparve anche in tutti i film dei Python, incluso un doppio ruolo nel film Monty Python e il Sacro Graal, dove interpretava due sorelle gemelle, Zoot e Dingo (chiamate Zoccolet e Zinon nella versione italiana), a capo del Castello Antrace (erroneamente tradotto come "Castello della sorcia" nella versione italiana).
Attualmente la Cleveland presenta il suo spettacolo Carol Cleveland Reveals All.
Nel 2014 i Pythons si ritrovarono dopo 31 anni dal loro ultimo film, dando vita al loro ultimo spettacolo: Monty Python Live (mostly) in cui anche la Cleveland partecipò.

### Vita personale
Dal 1970 al 1983 Cleveland è stata sposata con Peter Brett. Attualmente vive a Brighton, Inghilterra.

## Filmografia parziale
- Le ragazze del piacere (The Pleasure Girls, 1965)
- La contessa di Hong Kong (A Countess from Hong Kong, 1967)
- La ruota di scorta della signora Blossom (The Bliss of Mrs. Blossom, 1968)
- Caro papà (Father Dear Father, 1969)
- The Adding Machine (1969)
- Luna zero due (Moon Zero Two, 1969)
- Attenti a quei due (The Persuaders!) – serie TV, episodio 1x15 (1971)
- E ora qualcosa di completamente diverso (And Now for Something Completaly Different, 1972)
- Old Dracula (1974)
- Monty Python e il Sacro Graal (Monty Python and the Holy Grail, 1975)
- Il ritorno della Pantera Rosa (The Return of the Pink Panter, 1975)
- Brian di Nazareth (Monty Python's Life of Brian, 1979)
- Monty Python Live at the Hollywood Bowl (1982)
- Monty Python - Il senso della vita (Monty Python's The Meaning of Life, 1983)
- Mistery (Half Moon Street, 1986)
- It's the Monty Python Story (1993)
- Le nuove avventure di Annie (Annie: A Royal Adventure!, 1995)
- Concert for George (2003)
- Monty Python: Almost the Truth (The Lawyers Cut) (2009)
- The Search fo Simon (2013)
- Monty Python Live (mostly) (2014)